# Фотоелектрохімічна комірка
Фотоелектрохімічні комірки — різновид сонячних батарей, призначений для перетворення світлового випромінювання (включно з видимим світлом) в електричну енергію. Такі комірки складаються з напівпровідникового фотоанода і металевого катода, занурених в електроліт. Принцип дії заснований на явищі внутрішнього фотоефекту.
Деякі фотоелектрохімічні комірки просто генерують електричну енергію, в той час як інші виробляють водень в ході процесу, схожого з електролізом води.

## Фотогенерувальна комірка

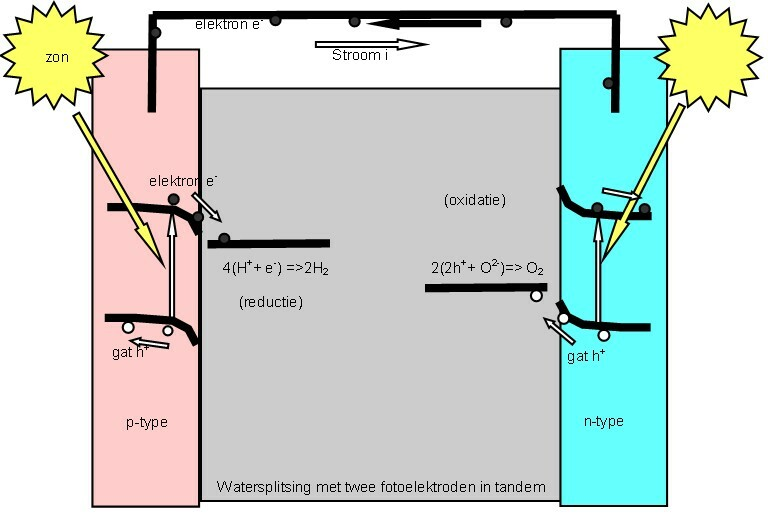
Фотогенерувальна комірка

У цьому типі фотоелектрохімічних комірок електроліз води на водень і кисень відбувається при опроміненні анода електромагнітним випромінюванням. Такі комірки розглядаються як спосіб конверсії сонячної енергії в транспортабельну форму — водень. Фотогенерувальнікомірки долають 10 % бар'єр економічної ефективності.
Лабораторні тести підтверджують ефективність процесу. Головною проблемою є корозія напівпровідників внаслідок прямого контакту з водою. Дослідження спрямовані на виконання вимог Департаменту енергетики США (DoE), тобто забезпечення терміну служби до 10 000 годин.

## Комірки Гретцеля
Комірка Гретцеля або сенсибілізована барвником сонячна батарея використовує для виробництва електричної енергії кольоропоглинальний високопористий нанокристалічний оксид титану (nc-TiO2).

## Інші сонячні батареї третього покоління
- Нанокристалічні сонячні батареї
- Полімерні сонячні батареї